# Bernard Mayeur
Bernard Eugène Mayeur (Parigi, 23 febbraio 1938 – Bagnolet, 11 gennaio 2004) è stato un cestista francese.

## Carriera
Con la Francia ha disputato i Giochi olimpici di Roma 1960, i Campionati mondiali del 1963 e tre edizioni dei Campionati europei (1957, 1959, 1963).

## Palmarès
- Campionato francese: 2

Bagnolet: 1960-61, 1961-62